# 린처 슈타디온
린처 슈타디온은 오스트리아 린츠에 위치했던 다목적 경기장으로 LASK의 홈 구장으로 사용되었다. 2020년 7월에 LASK가 오래된 구장을 허물고 그 부지에 신구장을 건설한다는 계획을 발표하였고, 2021년 초에 착공을 시작해 2023년 2월에 완공될 예정이다.